# Indotipula blandita
Indotipula blandita är en tvåvingeart som först beskrevs av Alexander 1953.  Indotipula blandita ingår i släktet Indotipula och familjen storharkrankar.
Artens utbredningsområde är Thailand. Inga underarter finns listade i Catalogue of Life.